# 3181 Ахнерт
3181 Ахнерт (1964 EC, 1932 RK, 1936 XJ, 1951 GC1, 1964 DE, 1975 NH1, 1975 RD, 1979 SC12, 1979 UO4, 1979 WD8, 1979 WU1, 1982 RE1, 3181 Ahnert) — астероїд головного поясу, відкритий 8 березня 1964 року.
Тіссеранів параметр щодо Юпітера — 3,637.